# Lo Tossal (Vilamitjana)
Lo Tossal és un turó de 508,4 metres que es troba a l'antic terme municipal de Vilamitjana, ara del terme de Tremp, a la comarca de la Pallars Jussà, al límit amb l'antic terme de Sant Serni, actualment pertanyent al terme de Gavet de la Conca. És al sud del poble de Vilamitjana, i al nord del de Fontsagrada, en una zona de conreus agrícoles anomenada les Collades.